# Lichtscheider Wasserturm

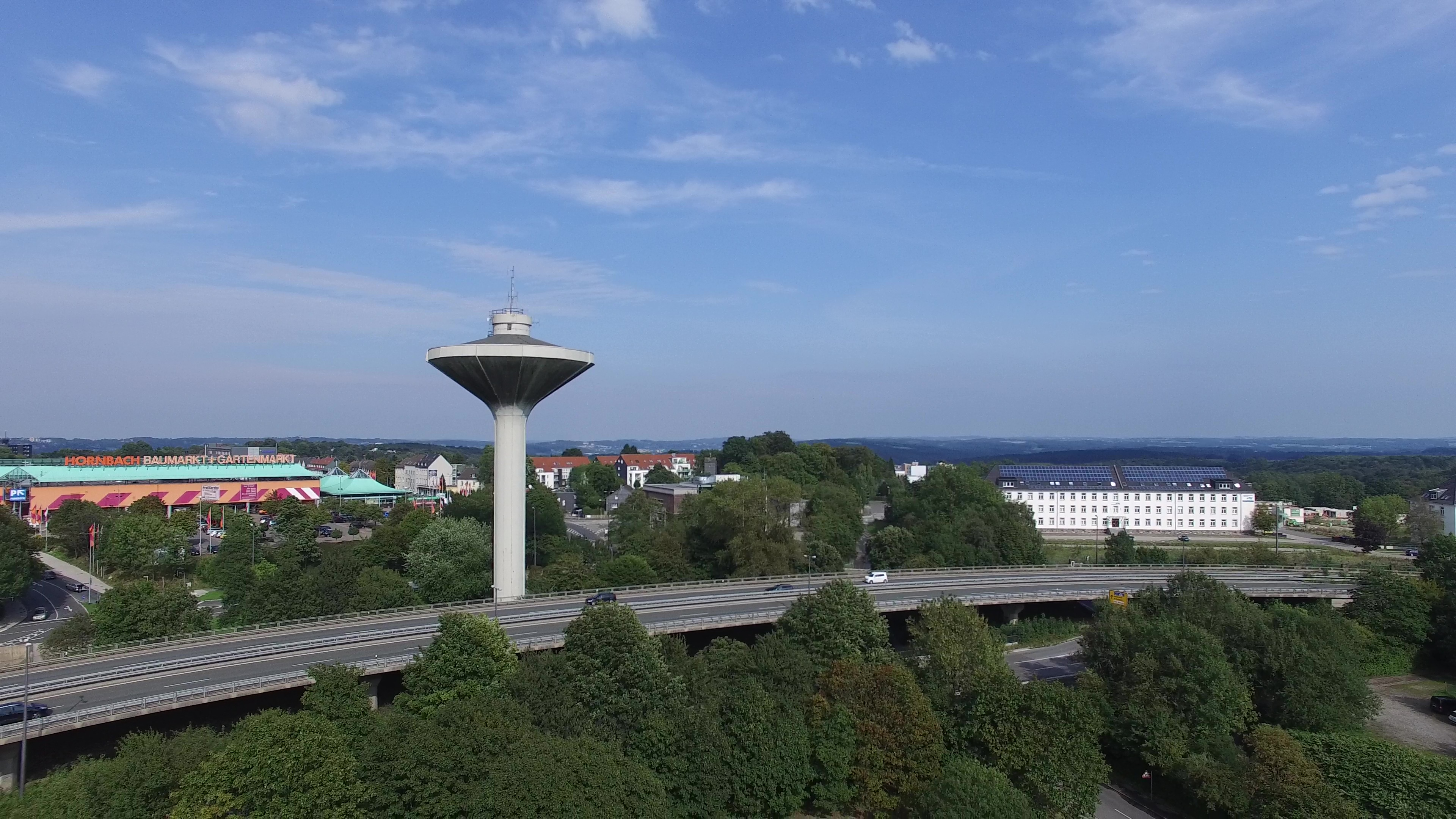
Wasserturm Wuppertal-Lichtscheid

Der Neue Lichtscheider Wasserturm ist ein betrieblich genutzter Wasserturm auf den Wuppertaler Südhöhen.

## Lage und Beschreibung
Der Wasserturm befindet sich auf dem Lichtscheid, der mit 350 Metern über Normalnull höchsten Erhebung im Stadtgebiet der bergischen Großstadt Wuppertal in Nordrhein-Westfalen. Er steht auf der fast höchsten Stelle in Wuppertal auf einer Geländehöhe von 338,60 m (noch einige Meter höher gelegen war der Alte Lichtscheider Wasserturm, der sich ein wenig weiter nördlich befand und 1977 gesprengt wurde). Der neue Turm wurde 1975 aus Beton errichtet und ersetzt seit seiner Indienststellung den alten Turm.
Er stellt heute die Trinkwasserversorgung des überwiegenden Teils der Südhöhen mit den Ortsteilen Ronsdorf, Lichtenplatz und Teilen von Cronenberg (bis Ortsbereich Hahnerberg) sicher und wird von den Wuppertaler Stadtwerken betrieben. Das Wasser stammt in erster Linie aus der Herbringhauser Talsperre und wird im dortigen Wasserwerk aufbereitet sowie ergänzungsweise auch aus der Dhünntalsperre.

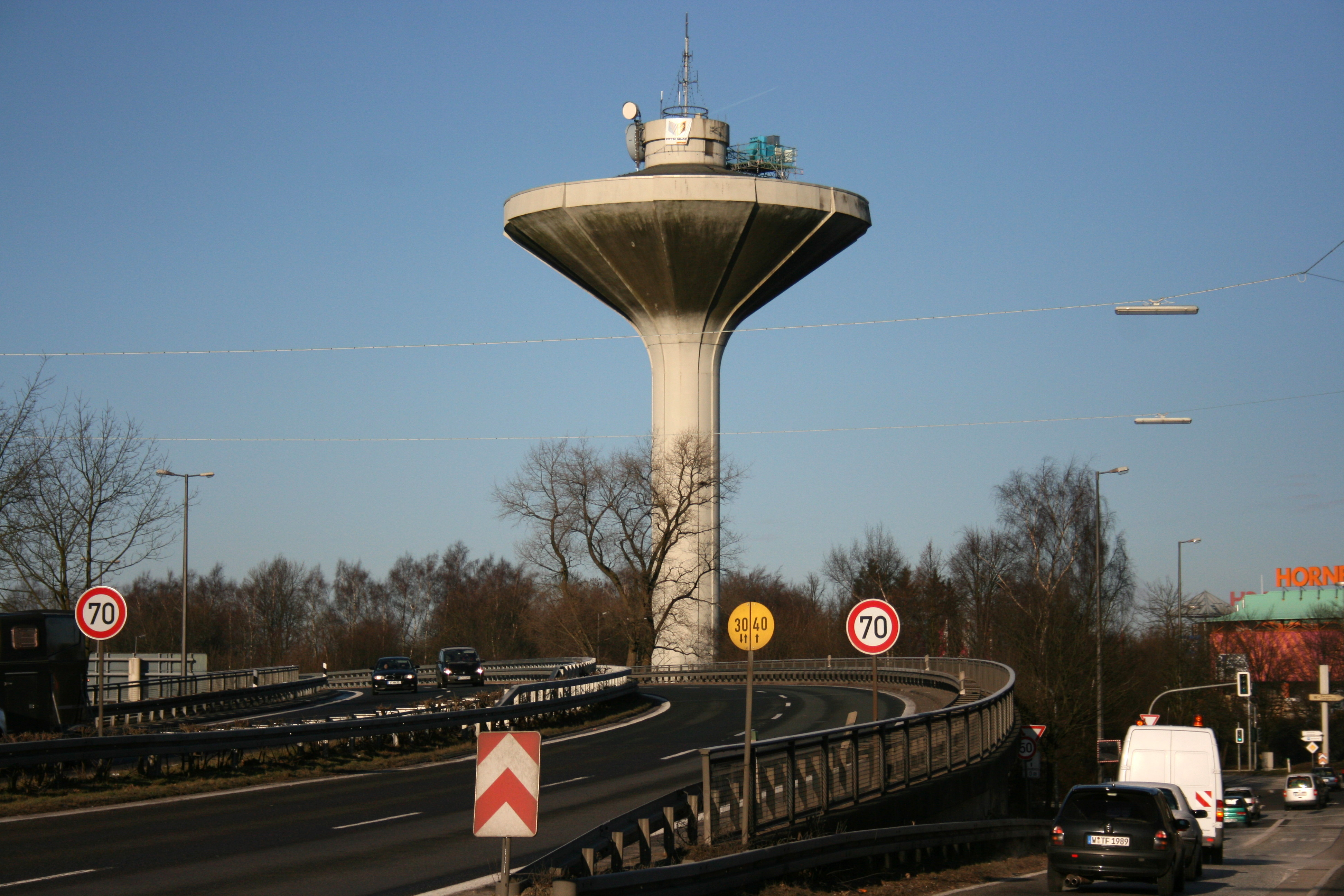
Wasserturm Wuppertal-Lichtscheid

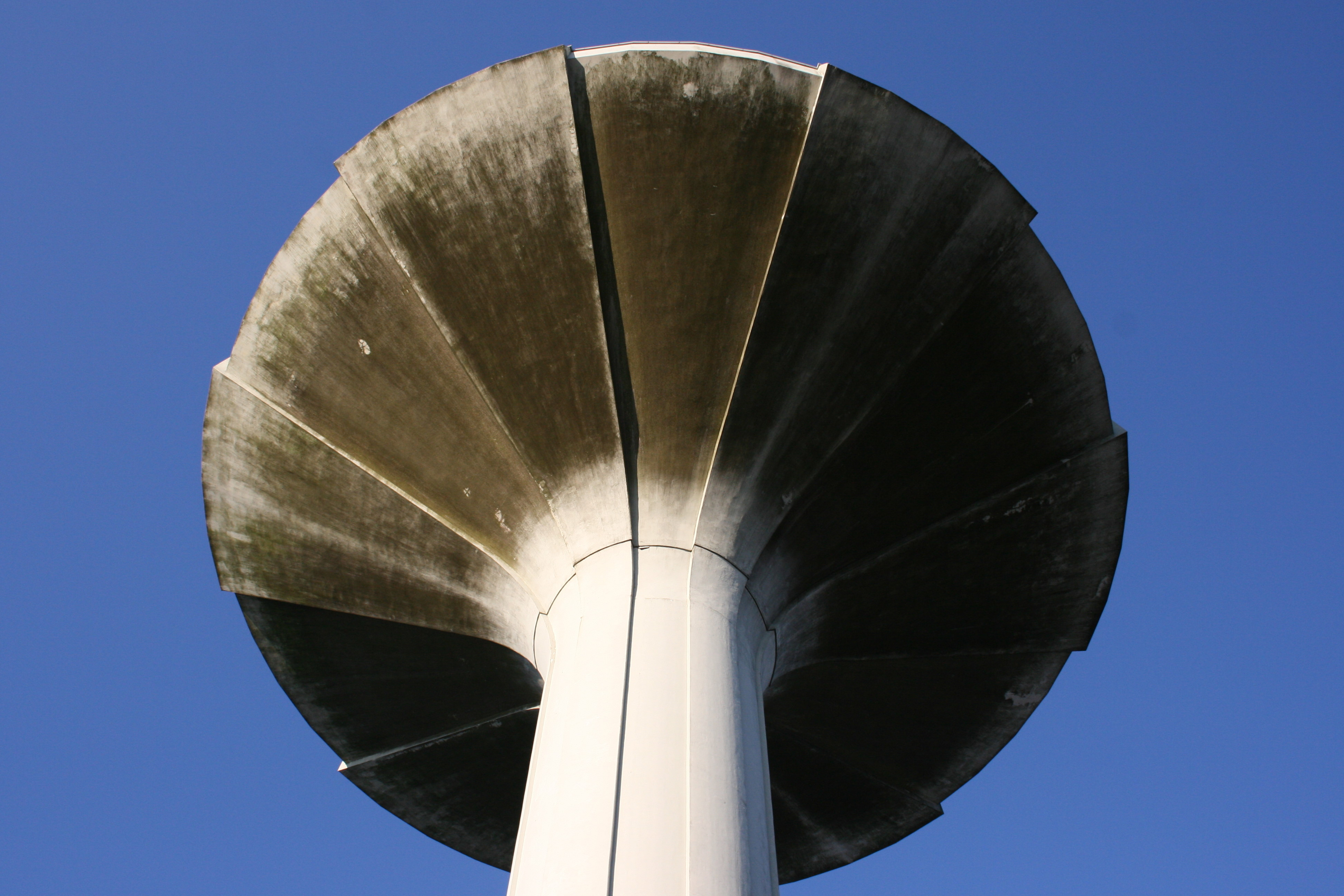
Der Wasserturm von unten

Der Wasserturm gründet auf einem Fundament mit einem Durchmesser von 10,50 m und einer Höhe von 2,5 m. Er hat eine Höhe von 53,90 m (ohne Antennen, mit Antennen 58,00 m) und ist eine weithin sichtbare Landmarke, die die Silhouette des südlichen Wuppertaler Stadtgebiets prägt. Der Turmschaft besitzt einen Durchmesser von 5,04 m, der des Wasserbehälters beträgt 28,70 m an der Oberkante.
Der Behälter misst eine Höhe von 13,80 m, besitzt ein Fassungsvermögen von insgesamt 1.540 m³ und besteht aus zwei unterschiedlich großen Kammern (sogenannten „Tassen“) mit einem Inhalt von 1.250 m³ bzw. 290 m³. Für den Fall, dass an einer Kammer Wartungsarbeiten durchgeführt werden, steht weiterhin die andere Kammer für die Wasserversorgung zur Verfügung. Das Leergewicht der Behälters beträgt 1.700 t, gefüllt beträgt das Gesamtgewicht 3.240 t (davon 1.540 t Trinkwasser). Die Füllhöhe beträgt 6,80 m, so dass der höchste Wasserstand auf einer Gesamthöhe von 384,00 m liegt.
Bei der Erbauung des Turmes wurde der Wasserbehälter am Boden erstellt und danach durch ein sogenanntes „ziehendes Heben“, d. h. mittels eines Krans an dem Turmschaft hinaufgezogen.
Praktisch baugleich ist in Wuppertal der Wasserturm Nächstebreck.

## Geschichte
Im März 2018 wurde eine einjährige Sanierung abgeschlossen, zusätzlich wurde eine Beleuchtung aus 600 energieeffiziente LED-Lämpchen mit einer Lichtleistung von über 50.000 Lumen erstellt. Das flexible Beleuchtungskonzept kann thematisch angepasst werden.
Im Februar 2025 wurde auf dem Turm Wuppertals höchstgelegene Wetterstation in Betrieb genommen.